# Stenostomum
Stenostomum là một chi thực vật có hoa trong họ Thiến thảo (Rubiaceae).

## Loài
Chi Stenostomum gồm các loài: